# Resident Alien (komiks)
Resident Alien (z ang. dosłownie: „miejscowy kosmita”) – amerykańska seria komiksowa z gatunku science fiction autorstwa Petera Hogana (scenariusz) i Steve’a Parkhouse’a (rysunki), wydawana przez Dark Horse Comics od kwietnia 2012 w nieregularnym cyklu czteroodcinkowych mini-serii. Polskie tłumaczenie ukazuje się w tomach zbiorczych nakładem wydawnictwa Egmont Polska od 2020.

## Fabuła
Po przymusowym lądowaniu na Ziemi samotny kosmita znajduje schronienie w amerykańskim miasteczku jako emerytowany lekarz Harry Vanderspeigle. Maskuje swój oryginalny, obcy wygląd za pomocą zdolności parapsychicznych. W oczekiwaniu na misję ratunkową daje się wplątać w lokalną kryminalną zagadkę. Jednocześnie na trop kosmity wpadają służby specjalne.

## Tomy zbiorcze
| Tom | Tytuł i rok wydania polskiego | Tytuł i rok wydania oryginalnego | Uwagi                                                                                               |
| --- | ----------------------------- | -------------------------------- | --------------------------------------------------------------------------------------------------- |
| 1   | Witamy na Ziemi! (2020)       | Welcome to Earth! (2012)         | W polskim wydaniu tomy te ukazały się w albumie zbiorczym Resident Alien. Tom 1: Witamy na Ziemi!   |
| 2   | Samobójstwo blondynki (2020)  | The Suicide Blonde (2014)        | W polskim wydaniu tomy te ukazały się w albumie zbiorczym Resident Alien. Tom 1: Witamy na Ziemi!   |
| 3   | Sam Hain na tropie (2020)     | The Sam Hain Mystery (2015)      | W polskim wydaniu tomy te ukazały się w albumie zbiorczym Resident Alien. Tom 1: Witamy na Ziemi!   |
| 4   | Bezimienny (2021)             | The Man with No Name (2017)      | W polskim wydaniu tomy te ukazały się w albumie zbiorczym Resident Alien. Tom 2: Obcy w Nowym Jorku |
| 5   | Obcy w Nowym Jorku (2021)     | An Alien in New York (2018)      | W polskim wydaniu tomy te ukazały się w albumie zbiorczym Resident Alien. Tom 2: Obcy w Nowym Jorku |
| 6   | Ktoś do ciebie (2021)         | Your Ride’s Here (2021)          | W polskim wydaniu tomy te ukazały się w albumie zbiorczym Resident Alien. Tom 2: Obcy w Nowym Jorku |

## Adaptacja telewizyjna
Na podstawie komiksu powstał amerykański serial telewizyjny pod takim samym tytułem, emitowany od 27 stycznia 2021 na kanale SyFy.